# Бухалніца (Ясси)
Бухалніца (рум. Buhalnița) — село у повіті Ясси в Румунії. Входить до складу комуни Чепленіца.
Село розташоване на відстані 333 км на північ від Бухареста, 56 км на північний захід від Ясс.

## Населення
За даними перепису населення 2002 року у селі проживали 1714 осіб, усі — румуни. Усі жителі села рідною мовою назвали румунську.